# 李學禮
李學禮（1529年—1607年），字子立，直隸鳳陽府潁州人，民籍，明朝政治人物。

## 生平
嘉靖三十四年（1555年）乙卯科應天鄉試第九十八名舉人，嘉靖三十八年（1559年）中式己未科會試第一百二十三名，二甲第五十五名進士。除南京戶部主事，出任處州府知府。隆庆三年（1569年）三月考察不及降调，左遷膠州知州，五年升河间府同知，復擢南京戶部員外郎，改吏部稽勳司員外郎。萬曆二年（1574年）擢陝西參議，守關南。復除湖廣左參議，五年（1577年）八月升四川按察司副使，以母老乞休歸。

## 家族
曾祖李宣；祖父李玉；父李臣，母張氏。